# Fürstenrieder Straße 255

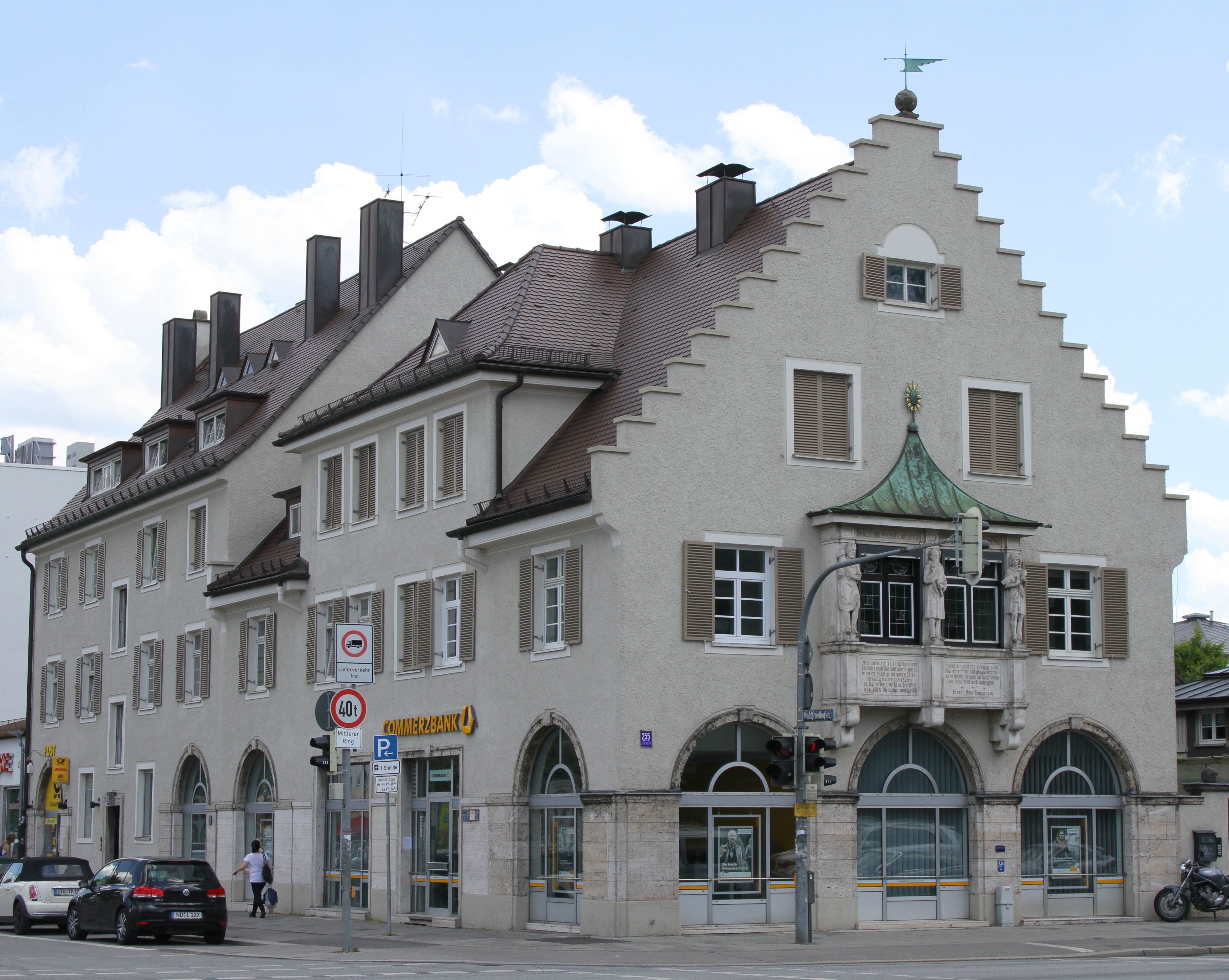
Fürstenrieder Straße 255

Fürstenrieder Straße 255 ist ein Wohn- und Geschäftsgebäude in München. Es ist als Baudenkmal in die Bayerische Denkmalliste eingetragen.

## Beschreibung

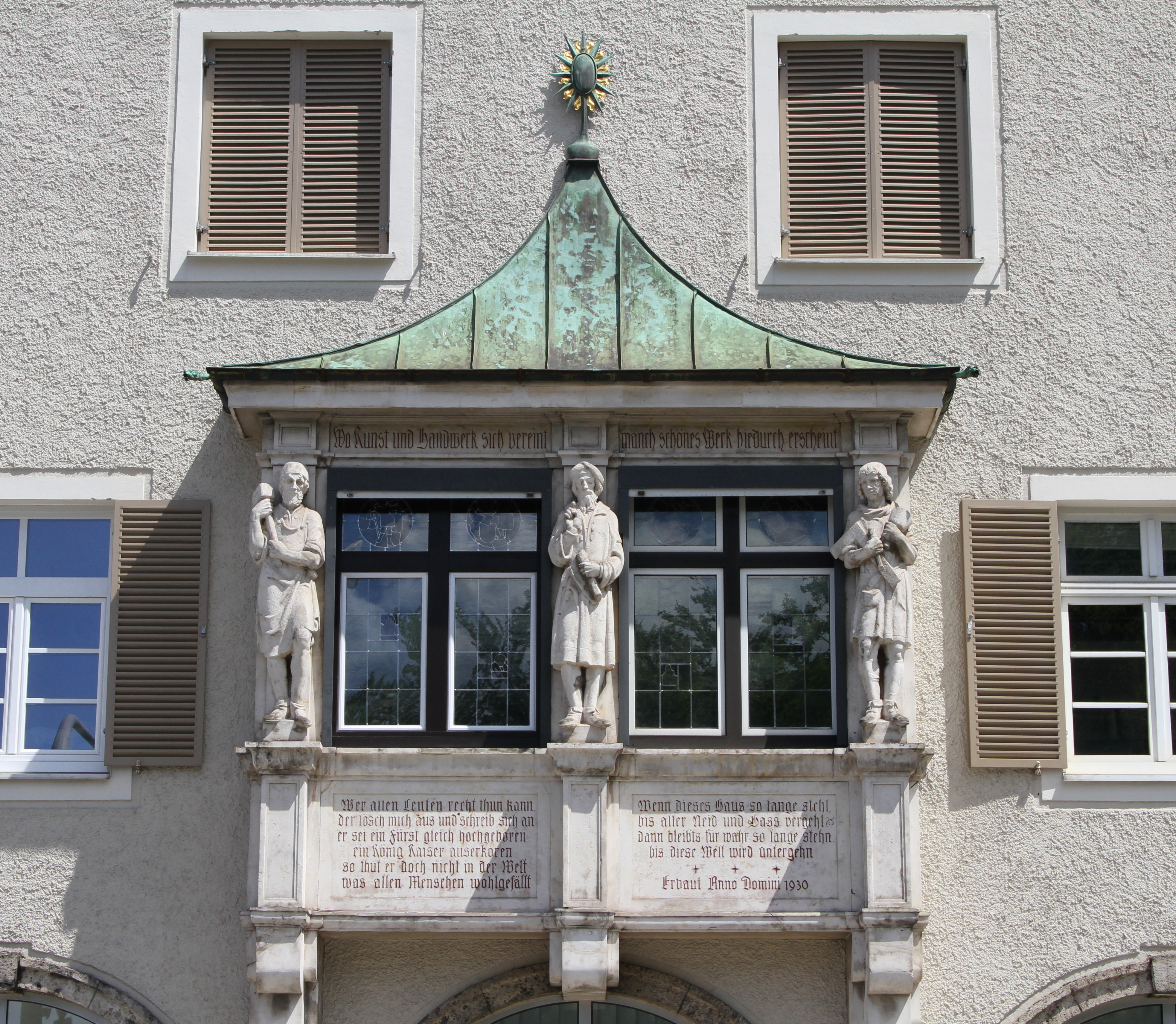
Figurenerker an der Giebelfront

Das Haus liegt in dem Münchner Stadtteil Sendling-Westpark an der Südostecke der Kreuzung Fürstenrieder Straße / Waldfriedhofstraße gegenüber dem Waldfriedhof. Auf dem Gelände betrieb der Münchner Grabmal-Bildhauer Georg Halbich, der auf dem benachbarten Grundstück Fürstenrieder Straße 257 seine Werkstatt hatte, in den 1920er Jahren einen Blumenkiosk. 1930 ließ er dort durch J. Wymer ein Wohn- und Geschäftsgebäude im Heimatstil errichten.
Obwohl das Haus an einer markanten Straßenkreuzung steht, ist es nicht als Eckhaus gebildet, sondern als zweigeschossiger Satteldachbau. Die Giebelfassade mit zweigeschossigem Treppengiebel zeigt zur Fürstenrieder Straße. Das Erdgeschoss hat große Arkadenbögen mit Schaufenstern für die Ladengeschäfte. Die Wohnungen im Ober- und Dachgeschoss haben Sprossenfenster mit Fensterläden. Das Obergeschoss hat an der Giebelfassade einen zweifenstrigen Erker. Die Fenster des Erkers sind von Figuren gesäumt, die vermutlich von Halbich selber stammen.